# Juan Paredes
Juan Paredes est un boxeur mexicain né le 29 janvier 1953 à Azcapotzalco.

## Carrière
Sa carrière amateur est principalement marquée par une médaille de bronze remportée aux Jeux olympiques de Montréal en 1976 en poids plumes.

### Jeux olympiques
- Médaille de bronze en -57 kg aux Jeux de 1976 à Montréal

## Référence
1. ↑  (en) Résultats des Jeux olympiques 1976 (amateur-boxing.strefa.pl)